# Роберт Фукс
Роберт Фукс (нім. Robert Fuchs; 11 травня 1895, Берлін — 15 січня 1977, Геттінген) — німецький офіцер, дипломований інженер, генерал-майор люфтваффе (19 вересня 1943). Кавалер Лицарського хреста Залізного хреста (перший кавалер в люфтваффе, який не мав генеральського звання).

## Біографія
Після початку Першої світової війни 6 серпня 1914 року вступив добровольцем в 1-й гвардійський уланський полк. Перейшов в піхоту, командир взводу, роти.
У лютому-вересні 1919 року — командир роти Добровольчого корпусу «Шаде». Після демобілізації армії залишений в рейхсвері, служив у піхоті. Закінчив Вище технічне училище в Берліні-Шарлоттенбурзі (1932). З 1 жовтня 1932 року — командир роти 17-го піхотного полку. 1 жовтня 1933 року переведений в люфтваффе і призначений референтом Технічного управління Імперського міністерства авіації. З 1 жовтня 1934 по 31 березня 1935 року — інструктор авіаційного технічного училища в Ютербозі, з 14 березня 1936 року — командир групи 153-й бомбардувальної ескадри і комендант авіабази в Альтенбурзі. З 1 квітня 1938 року офіцер для особливих доручень при головнокомандувачі люфтваффе, з 1 лютого 1939 року — інспектор технічної підготовки.
З 29 вересня 1939 по 15 жовтня 1940 року командував 26-ю бомбардувальною ескадрою. Учасник Норвезької і Французької кампаній. У грудні 1942 року недовго командував 22-ю авіапольовою дивізією. 28 грудня 1942 року поставлений на чолі 33-го єгерського полку люфтваффе, в серпні-жовтні 1943 року командував 20-ю авіапольовою дивізією. 7 листопада 1943 призначений командиром 1-ї авіаційної дивізії, з якою вів бої на радянсько-німецькому фронті.

## Нагороди
- Залізний хрест 2-го і 1-го класу
- Нагрудний знак «За поранення» в чорному
- Почесний хрест ветерана війни з мечами
- Знак льотного складу
- Медаль «За вислугу років у Вермахті» 4-го, 3-го, 2-го і 1-го класу (25 років)
- Іспанський хрест в сріблі з мечами
- Комбінований Знак Пілот-Спостерігач
- Застібка до Залізного хреста 2-го і 1-го класу
- Лицарський хрест Залізного хреста (6 квітня 1940)
- Нарвікський щит